# Comuna Șercaia, Brașov
Șercaia (în germană: Scharken, în maghiară: Sárkány) este o comună în județul Brașov, Transilvania, România, formată din satele Hălmeag, Șercaia (reședința) și Vad.

## Primari

### Primarii comunei Șercaia, după evenimentele din 1989
| Numele și prenumele | Formațiunea politică | Începerea mandatului | Încetarea mandatului de primar (motivul) |
| ------------------- | -------------------- | -------------------- | ---------------------------------------- |
| Opriș Corneliu      | PER                  | 1990                 |                                          |
|                     |                      |                      |                                          |
| Opriș Corneliu      | PER                  | 1992                 | 1995 (deces)                             |
|                     |                      | 1995                 | 1996                                     |
| Văsîi Gheorghe      | Independent          | 1996                 | 2000                                     |
| Văsîi Gheorghe      | PDSR                 | 2000                 | 2004                                     |
| Paltin Cristinel    | PUR                  | 2004                 | 2008                                     |
| Paltin Cristinel    | PNL                  | 2008 (reales)        | 2012                                     |
| Paltin Cristinel    | ACD                  | 2012 (reales)        | 2016                                     |
| Paltin Cristinel    | PNL                  | 2016 (reales)        | 2020                                     |
| Paltin Cristinel    | PNL                  | 2020 (reales)        | 2024                                     |
| Cristinel Paltin    | PNL                  | 2024 (reales)        | 2028                                     |

## Demografie
Componența etnică a comunei Șercaia
     Români (69,6%)
     Romi (16,09%)
     Maghiari (4,54%)
     Alte etnii (0,42%)
     Necunoscută (9,35%)
Componența confesională a comunei Șercaia
     Ortodocși (79,55%)
     Evanghelici luterani (4,5%)
     Greco-catolici (2,44%)
     Adventiști (1,71%)
     Alte religii (2,09%)
     Necunoscută (9,7%)
Conform recensământului efectuat în 2021, populația comunei Șercaia se ridică la 2.865 de locuitori, în creștere față de recensământul anterior din 2011, când fuseseră înregistrați 2.822 de locuitori. Majoritatea locuitorilor sunt români (69,6%), cu minorități de romi (16,09%) și maghiari (4,54%), iar pentru 9,35% nu se cunoaște apartenența etnică. Din punct de vedere confesional, majoritatea locuitorilor sunt ortodocși (79,55%), cu minorități de evanghelici luterani (4,5%), greco-catolici (2,44%) și adventiști (1,71%), iar pentru 9,7% nu se cunoaște apartenența confesională.

## Politică și administrație
Comuna Șercaia este administrată de un primar și un consiliu local compus din 13 consilieri. Primarul, Cristinel Paltin[*], de la Partidul Național Liberal, este în funcție din 2004. Începând cu alegerile locale din 2024, consiliul local are următoarea componență pe partide politice:
|  | Partid                                 | Consilieri | Componența Consiliului | Componența Consiliului | Componența Consiliului | Componența Consiliului | Componența Consiliului | Componența Consiliului |
|  | -------------------------------------- | ---------- | ---------------------- | ---------------------- | ---------------------- | ---------------------- | ---------------------- | ---------------------- |
|  | Partidul Național Liberal              | 6          |                        |                        |                        |                        |                        |                        |
|  | Partidul Viitorul Țării Făgărașului    | 3          |                        |                        |                        |                        |                        |                        |
|  | Partidul Social Democrat               | 2          |                        |                        |                        |                        |                        |                        |
|  | Alianța pentru Unirea Românilor        | 1          |                        |                        |                        |                        |                        |                        |
|  | Uniunea Democrată Maghiară din România | 1          |                        |                        |                        |                        |                        |                        |

## Atracții turistice

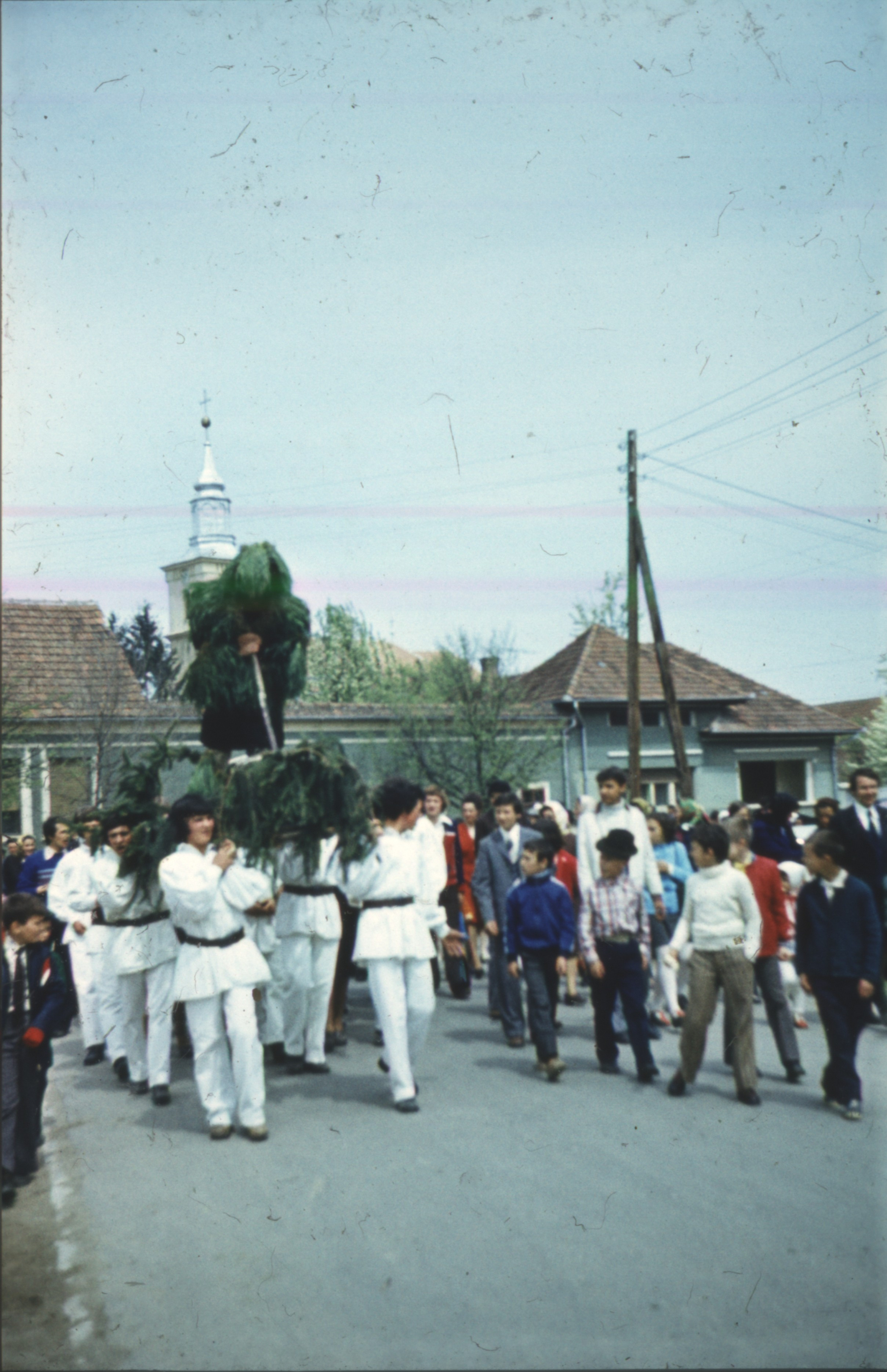
Plugarul, Vad, 1 mai 1978

- Biserica evanghelică-luterană fortificată din satul Hălmeag, construcție secolul al XIII-lea, monument istoric;
- Biserica evanghelică din satul Șercaia, construcție 1868 - 1875, monument istoric;
- Casa parohială evanghelică din Șercaia, construcție 1834, monument istoric;
- Turnul-clopotniță al bisericii evanghelice-luterane din Hălmeag, construcție secolul al XIII-lea, monument istoric;
- Turnul-clopotniță al bisericii evanghelice din Șercaia, construcție 1691, monument istoric;
- Situl arheologic de la Hălmeag;
- În fiecare an, pe 19 august, la Hălmeag, se sărbătoresc Zilele Hălmeagului.
- Rezervația naturală „Poienile cu narcise din Dumbrava Vadului”;
- Obiceiul agrar Plugarul, organizat la Vad, în fiecare an, de Lunea Luminată.

## Personalități născute în comuna Șercaia
- Ecaterina Varga (1802, Hălmeag - circa 1858), conducătoare a luptei țăranilor din Munții Apuseni (1840 - 1847), supranumită Doamna Moților. A fost prinsă prin vicleșug[15], la 5/17 ianuarie 1847, în localitatea Bucium Poieni și închisă la Alba Iulia, între anii 1847 - 1851.
- Alexandru N. Ciurcu (29 ianuarie 1854, Șercaia - 22 ianuarie 1922, București), inventator și publicist român; a experimentat principiul motorului cu reacție, în Franța.
- Dr. Ariton Pralea, avocat, Șercaia, participant la Marea Adunare Națională de la Alba Iulia, 1 decembrie 1918, ales membru al Marelui Sfat Național Român.
- George Maior (1855 - 1927), profesor universitar dr., specialist în agronomie, declarat Cetățean de Onoare, post-mortem al comunei Șercaia.
- Augustin Bunea, (4 august 1857, Vad, comitatul Făgăraș — 30 noiembrie 1909, Blaj, comitatul Alba de Jos) academician, istoric, preot greco-catolic, canonic mitropolitan al Blajului, co-fondator al revistei „Unirea” de Blaj
- Iacob Macaveiu, (n. 17 februarie 1856, Vad — d. 1912), vicar episcopal unit de Făgăraș[16]
- Toma Cocișiu, (n. 27 august 1887, Vad — d. 26 mai 1986), inițiatorul Școlii experimentale de la Blaj.
- Mária Tamás (8 noiembrie 1930, Șercaia - 25 septembrie 1987, Cluj-Napoca) poetă, traducătoare.
- Johann Roth, medic renumit practicant la Șercaia, în secolul al XX-lea; dispensarul medical al comunei Șercaia îi poartă numele.